# Antoni Glinka
Antoni Glinka herbu Trzaska Ur. ok. 1710, zm. 21 maja 1772 – podkomorzy łomżyński i starosta makowski w latach 1754–1771, łowczy różański w 1746 roku, pisarz grodzki i ziemski łomżyński w latach 1746–1751.

## Życiorys
Syn Stanisława Glinki, ojciec Mikołaja Glinki, starosty makowskiego.
Poseł ziemi łomżyńskiej na sejm konwokacyjny 1764 roku. Był członkiem konfederacji generalnej 1764 roku. Jako poseł ziemi łomżyńskiej na sejm elekcyjny był elektorem Stanisława Augusta Poniatowskiego w 1764 roku z ziemi łomżyńskiej.